# Sýrie na Letních olympijských hrách 2004
Sýrie se účastnila Letní olympiády 2004. Zastupovalo jí 6 sportovců (5 mužů a 1 žena) v 5 sportech.

## Medailisté
| Medaile | Jméno          | Sport | Soutěž                   |
| ------- | -------------- | ----- | ------------------------ |
| Bronz   | Naser Al Shami | Box   | muži váha těžká do 91 kg |